# Dominique Bilde
Dominique Bilde z domu Pierron (ur. 1 sierpnia 1953 w Nancy) – francuska polityk i samorządowiec, działaczka Frontu Narodowego, posłanka do Parlamentu Europejskiego VIII i IX kadencji.

## Życiorys
Z zawodu menedżer w branży handlowej. W 1997 wstąpiła do Frontu Narodowego, awansowała w strukturach partyjnych, m.in. dołączając do biura politycznego i obejmując funkcję sekretarza FN w departamencie Moza. Z ramienia swojego ugrupowania w 2010 została wybrana do rady regionu Lotaryngia.
W 2014 Dominique Bilde uzyskała mandat deputowanej do PE VIII kadencji. W 2019 z powodzeniem ubiegała się o reelekcję. Wcześniej w 2015 wybrana na radną regionu Alzacja-Szampania-Ardeny-Lotaryngia.
Jej syn Bruno Bilde również zaangażował się w działalność polityczną, został m.in. wybrany z ramienia Frontu Narodowego do francuskiego parlamentu.